# Lech Bednarski
Lech Bednarski (ur. 4 maja 1929 w Pińsku, zm. 3 grudnia 2006 w Sopocie) – polski ekonomista i działacz państwowy, nauczyciel akademicki, profesor nauk ekonomicznych, w latach 1982–1988 przewodniczący Prezydium Wojewódzkiej Rady Narodowej w Gdańsku.

## Życiorys
Syn działacza kupieckiego, prowadzącego księgarnię i oddział biura podróży „Orbis”. Na przełomie 1939 i 1940 uciekł wraz z rodziną do Warszawy, gdzie jego brat zginął w powstaniu warszawskim. Razem z rodzicami w 1945 przeprowadził się do Sopotu. Uczył się w szkole kupiecko-handlowej w Warszawie, w 1948 zdał maturę w Liceum Handlowym w Sopocie. W tym samym roku rozpoczął studia w Wyższej Szkole Handlu Morskiego, gdzie w 1953 uzyskał magisterium ze specjalnością w rachunkowości (już w ramach Wyższej Szkoły Ekonomicznej w Sopocie). W 1960 doktoryzował się na podstawie pracy pt. „System finansowy a system rachunkowości – rozwój i współzależności”, a w 1978 habilitował się na Uniwersytecie Gdańskim po obronie rozprawy pt. „Analiza ekonomiczna w zarządzaniu przedsiębiorstwem przemysłowym”. W 1985 uzyskał tytuł naukowy profesora, w 1993 został profesorem zwyczajnym UG.
W pracy naukowej zajmował się analizą finansową przedsiębiorstw, audytem, ekonomiką i organizacją przedsiębiorstwa, rachunkowością. Od 1950 wykładał na macierzystej uczelni, a po jej przekształceniu na Wydziale Ekonomicznym i Wydziale Zarządzania Uniwersytetu Gdańskiego; zajmował kolejno stanowiska asystenta stażysty, asystenta, starszego asystenta i adiunkta. Od 1970 do przejścia na emeryturę w 1999 kierował Katedrą Analizy Ekonomicznej. Został rektorem Wyższej Szkoły Finansów i Rachunkowości w Sopocie (1999–2006) oraz wykładowcą Wyższej Szkoły Administracji i Biznesu im. Eugeniusza Kwiatkowskiego w Gdyni. Wypromował łącznie 18 doktorów, opublikował także wznawiane podręczniki (m.in. Analiza finansowa przedsiębiorstwa).
Od 1965 kierował gdańskim oddziałem Okręgowego Stowarzyszenia Księgowych w Polsce, od 1991 w ramach tej organizacji kierował Komisją ds. Analizy Finansowej Rady Naukowej. Zasiadał w Wojewódzkiej Radzie Narodowej w Gdańsku, ok. 1982 objął fotel przewodniczącego jej Prezydium. Zajmował to stanowisko do 1988, kiedy zastąpił go Tomasz Langer. W latach 1986–1999 był prezesem Towarzystwa Polsko-Norweskiego w Gdańsku, później zaś prezesem honorowym. Działał także w Związku Nauczycielstwa Polskiego, a także przy realizacji trzech projektów TEMPUS.

## Odznaczenia
Odznaczony m.in. Krzyżem Komandorskim Orderu Odrodzenia Polski, a także wysokimi odznaczeniami państwowymi i resortowymi. Dwukrotnie otrzymał nagrodę Ministra Nauki i Szkolnictwa Wyższego (1968, 1979), zaś w 2003 – przyznawaną przez władze miejskie Sopocką Muzę.